# Други горњи кутњак
Други горњи кутњак (лат. dens molaris secundus superior) је седми зуб од медијалне линије у оба горња квадранта хумане дентиције. У контакту је са првим кутњаком мезијално и умњаком (уколико је присутан) дистално, а оклудира са другим и трећим моларом из доње вилице. Овај зуб показује правилан знак угла и лука и дистални нагиб корена.
У горњој вилици постоје два друга кутњака, а обележавају се на следећи начин:
- стални горњи десни други кутњак – 17;
- стални горњи леви други кутњак – 27.

Зуб је морфолошки и функционално сличан првом кутњаку, али је генерално мањи од њега у свим димензијама. Основна улога у мастикацији му је гњечење и млевење хране.

## Круна
Круна зуба (лат. corona dentis) је масивна, али је краћа у оклузо-цервикалном правцу од круна горњих премолара. Она се описује из пет аспеката: букалног, палатиналног, два проксимална и оралног.

### Букални аспект
Букална површина има облик трапеза и у целости је конвексна са максимумом конвекситета у цервикалној и мезијалној трећини. Са ове стране се види и део дисталне површине (маргинални гребен), а експонирани су и врхови главних квржица. Букална површина прелази у мезијалну у оштријем луку него у дисталну, односно показује правилан знак лука.
Проксимални профили су међусобно различити. Мезијални профил је конвексан у оклузалној и средњој трећини (где се налази и контактна тачка), а раван или конкаван у цервикалној трећини. Дистални профил је у целости конвексан, са висином контуре у средњој трећини. На оклузалном профилу се виде мезио- и дистобукална квржица, које су раздвојене букалном браздом. Она је локализована дисталније у односу на први молар, због већих димензија мезиобукалне квржице.
Цервикална линија је конвексна у оклузалном смеру.
Букална бразда образује плитко удубљење у оклузалној трећини, пружа се ка врату зуба и постепено се завршава у средњој трећини, обично у виду букалне јамице. Мезијално и дистално од бразде уздижу се добро изражени букални гребени квржица.
Са овог аспекта се јасно виде три коренске гране: мезиобукална, дистобукална и палатинална. Оба букална корена показују јасан дистални нагиб.

### Палатинални аспект
Палатинална површина је ужа и заобљенија од букалне. Она показује нешто већи конвекситет, а висина контуре је локализована у средњој и оклузалној трећини.
Проксимални профили су слични као са букалног апекта, осим што је дистална ивица краћа и дисто-оклузални угао тупљи.
Цервикална линија (глеђноцементни спој) је неправилно конвексна према врху корена зуба (лат. apex radicis dentis).
Главно обележје оклузалног профила палатиналне површине су мезио- и дистопалатинална квржица, које су раздвојене палатиналном браздом која се завршава у средњој трећини круне. Мезиопалатинална квржица је знатно масивнија и виша и то је највећа квржица овог зуба. Дистопалатинална квржица је уочљиво нижа и ужа, и понекад у целости недостаје. Карабелијева квржица овде није присутна, за разлику од првог горњег кутњака.

### Мезијални аспект
Мезијална површина има облик неправилног трапеза или правоугаоника. Она је виша, шира и равнија од дисталне стране.
Букални профил је конвексан у цервикалном и раван у осталом делу круне. Палатинални профил је у целости конвексан, а максимум конвекситета је у средњој трећини.
Цервикална линија је неправилно конвексна према гризној површини.
На оклузалном профилу виде се врхови мезијалних квржица и одговарајући триангуларни гребени. Мезијални маргинални гребен повезује квржице у јединствену целину. У његовом средњем делу постоји мезијална маргинална бразда.

### Дистални аспект
Ова површина личи на мезијалну, али је у свим промерима мања и заобљенија. Већи део унутрашњег оклузалног поља је видљив из ове перспективе.
Оклузални профил дисталне стране формирају гребени одговарајућих квржица и дистални маргинални гребен. Овај маргинални гребен је краћи и слабије изражен у односу на мезијални и у средини је присутна дистална ивична бразда.

### Оклузални аспект
Гризна површина је удубљена и има облик троугла или ромба. Она је ограничена мезијалним и дисталним маргиналним гребеном и гребеновима четири главне квржице.

#### Спољашње оклузално поље
Контура спољашњег оклузалног поља је ромбоидног облика. Из овог аспекта види се 1/3 букалне и 1/2 палатиналне површине.

#### Унутрашње оклузално поље
Унутрашње оклузално поље је сличног облика и састоји се од два дела. Мезијални део или тригон садржи мезиобукалну, дистобукалну и мезиопалатиналну квржицу, а дистални део или талон садржи дистопалатиналну квржицу и дистални маргинални гребен. Талон је мањи у односу на први кутњак. Основни морфолошки елементи гризне површине су квржични и фисурни комплекс.
Квржични комплекс чине четири квржице. Мезиобукална квржица је оштра и друга је по величини. Она има четири гребена, која су добила имена према правцу пружања: букални квржични гребен (који се пружа на букалну површину), лингвални квржични или триангуларни гребен (који се спушта у унутрашње оклузално поље), мезијални и дистални квржични гребен (који се простиру ка одговарајућим проксималним странама). Квржица има и четири косе равни: мезио- и дистолингвалну (функционалне површине) и мезио- и дистобукалну.
Дистобукална квржица је слабо развијена. Има сличне детаље као и претходна, а називи су им у складу са правцем пружања. Лингвални квржични или триангуларни гребен судјелује у изградњи косог гребена (лат. crista obliqua).
Мезиолигвална квржица је највиша, али јој је врх заобљен и туп. Квржични гребени су слични као код других квржица, осим дисталног гребена. Он са лингвалним гребеном дистобукалне квржице формира коси гребен. Ова квржица такође има четири косе површине, али су све функционалне.
Дистолингвална квржица је најмања и најваријабилнија, и понекад није присутна.
Фисурни комплекс је састављен из два дела, раздвојена косим гребеном. Тригону припадају централна јама, мезијална троугласта јама и централна бразда, а у састав талона улазе: дистална јама, дистална троугласта јама и дисто-палатинална бразда. Због присуства честих помоћних бразда, фисурни комплекс показује честе варијације.
Централна јама (лат. fossa centralis) је неправилног троугластог облика и то је највећа и најдубља депресија гризне површине. У њен састав улазе: централна јамица, букална, дистална и централна бразда. Мезијална троугласта јама (лат. fossa triangularis mesialis) се налази дистално од маргиналног гребена и садржи: мезијалну јамицу и две или више помоћних бразди.
Дистална јама (лат. fossa distalis) је линијског облика. Паралелна је са косим гребеном и налази се дистално у односу на њега. Она садржи: дисталну јамицу и дистопалатиналну бразду (дистална коса фисура).
Дистална троугласта јама (лат. fossa triangularis distalis) је троугласто удубљење постављено испред дисталног маргиналног гребена. У њен састав улазе: дистална јамица и две помоћне бразде.

## Врат
Врат зуба (лат. collum dentis) се налази у пределу глеђно-цементног споја и показује сасвим благе криве пружања.

## Корен
Коренско стабло (лат. radix dentis) има три гране (трифуркација): палатиналну, мезио- и дистобукалну.
Палатинални корен је надужи и најмасивнији, следи мезиобукални и на крају дистобукални корен који је најмање развијен. Букални коренови су приближно исте дужине и скоро су паралелни, а понекад могу бити и спојени у апикалној трећини. Хоризонтални пресек свих грана је овоидног облика и пресеци букалних коренова су шири буко-орално, а палатинални корен мезио-дистално.

## Димензије
| Други горњи кутњак    |                         |              |               |                    |
| Мезио-дистална ширина | Вестибуло-орална ширина | Висина круне | Дужина корена | Укупна дужина зуба |
| 9,5 mm                  | 11,0 mm                   | 7,0 mm         | 11,5 mm         | 18,5               |

## Развој зуба
| Почетак калцификације | Комплетно формирана круна | Ницање (ерупција) | Завршен раст корена |
| --------------------- | ------------------------- | ----------------- | ------------------- |
| 21/2 - 3 године       | 7 - 8 година              | 12 – 13 година    | 14 - 16 година      |

## Варијације
Варијације другог горњег молара се односе на:
- израженост дистопалатиналне квржице,
- контуру гризне површине,
- фисурни комплекс,
- број коренова и
- степен фузије (спајања) коренова.